# Белов, Василий Ильич
Белов Василий Ильич (1878-после 1918) — офицер Российского императорского флота, участник Русско-японской войны, защитник Порт-Артура, Георгиевский кавалер. Участник Первой мировой войны, инженер-механик капитан 1 ранга.

## Биография
Белов Василий Ильич родился 6 января 1878 года. В 1902 году окончил Императорское Московское техническое училище и поступил на службу, произведён в младшие инженер-механики. Назначен младшим механиком бронепалубного крейсера «Диана», на котором в 1902-1903 годах совершил переход с Балтики на Тихий океан. С июня по ноябрь 1903 года служил на миноносце № 204, затем продолжил службу помощником старшего судового механика и впоследствии трюмным механиком на эскадренном броненосце «Севастополь».
10 июня 1904 года броненосец «Севастополь» в составе эскадры вышел в море из Порт-Артура, намереваясь прорываться во Владивосток, но вскоре русская эскадра встретилась с японской эскадрой. Начальник эскадры В. К. Витгефт решил не принимать боя и вернуться обратно. На подходе к внешнему рейду «Севастополь» отклонился от протраленного фарватера и носовой частью левого борта подорвался на мине. Через пробоину размерами 3,6×4 м проникло много воды, однако детонации боезапаса не случилось. Также в месте взрыва — 6" патронном погребе — произошёл пожар. Механик Белов спустился в наполненное удушливыми газами носовое подбашенное отделение, подкрепил все люки и переборки, локализовал течь и тем самым спас броненосец от потопления. В Указе о награждении было сказано: «Государь Император, по всеподданнейшему докладу кавалерской думы ордена св. Георгия, Всемилостивейше соизволил пожаловать 3-го сентября 1905 года, в воздояние отличий, оказанных при обороне Порт-Артура, орден св. великомученника и победоносца Георгия 4-й степени: … поручику корпуса инженер-механиков флота Василию Белову — за подвиг в бою 10-го июня 1904 года, при спасении броненосца „СЕВАСТОПОЛЬ“ от гибели».
28 июля 1904 года участвовал в сражении, известном как «Бой в Жёлтом море». Решением Комиссии, разбиравшей бой эскадры, был награждён 7 августа 1906 года за отличие в делах против неприятеля орденом Святой Анны 4 степени «за храбрость». В декабре 1904 года, после затопления (согласно приказу) броненосца «Севастополь» и сдачи крепости Порт-Артур, Белов отказался идти в японский плен и вернулся в Россию.
1 января 1905 года был произведён в поручики Корпуса инженер-механиков, 6 декабря того же года — за отличие в штабс-капитаны, а 19 декабря был награждён орденом Святого Владимира 4 степени с мечами и бантом.
Продолжал службу в Российском императорском флоте. В 1909 году произведён в капитаны, 28 марта 1913 года переименован в инженер-механики старшие лейтенанты. 10 апреля 1916 года произведён в инженер-механики капитаны 1 ранга. С 1916 года был старшим судовым механиком линкора «Императрица Мария». С 1918 года состоял на службе в составе Украинского Державного Флота. Дальнейшая судьба неизвестна.

## Награды
Инженер-механик капитан 1 ранга Белов Василий Ильич был награждён орденами и медалями Российской империи:
- орден Святого Георгия 4 степени (03.05.1905);
- орден Святого Владимира 4 степени с мечами и бантом (19.12.1905);
- орден Святой Анны 4 степени «за храбрость» (07.08.1906);
- орден Святого Станислава 2 степени (1910);
- орден Святой Анны 2 степени (06.04.1914);
- Серебряная медаль «В память русско-японской войны» с бантом (1906);
- Светло-бронзовая медаль «В память 300-летия царствования дома Романовых» (1913)
- Крест «За Порт-Артур» (1914)
- Светло-бронзовая медаль «В память 200-летия морского сражения при Гангуте» (1915)